# Плавно
Плавно је насељено мјесто града Книна, у сјеверној Далмацији, Шибенско-книнска жупанија, Република Хрватска. Према прелиминарним подацима са последњег пописа 2021. године у месту је живело 122 становника.

## Географске одлике
Плавно је брдско подручје које се пружа правцем сјевер-југ, на дужини од 14 km и ширини око 7 km. Стрме планине са којих стиже доста еродираног материјала, високе су у просјеку око 1000 m, односно од 725 до 1248 m. Највиша планина је Бобија 1248 m, Орловица 1201 m, Гологлав 1196 m (Пљешивица 725 а Дебело брдо 740 m). У близини је и планина Ком (1003), која је југоисточни завршетак масива Велебит. То је и простор сучељавања Динаре и Велебита, смјештен између двије дислокационе зоне – долине Бутижнице на истоку и Зрмање на западу, па је тектонски веома активно.
Стијене које окружују Плавањско поље формиране су у старијем дијелу мезозоика и тријасу. У Плавну, као и ширем подручју, доминирају пљесковити, тзв. прљави кречњаци који условљавају формирање растреситог земљишта, на којем су узгајане поједине пољопривредне културе, док су се у рудичастим кречњацима и бречама из периода креде, формирале девастиране шуме, макија и сиромашнији пашњаци.
Плавањско поље је у највећем дијелу плављено (отуд име селу и самом пољу), је неправилног кружног облика, укупне површине око 8 km², највише под ливадама. Плавањско поље је највише поље у регији, простире се на висини од 392 m на југу, у долини рјечице Радљевац, до 500 m на супротном, сјеверном дијелу (Зорићи).
Расједи, геолошка подлога и падавине условили су многобројне изворе и водотоке (више од 30), а негативна људска активност додатно је поспјешила ерозију. Значајније шумске и пашњачке површине налазе се у вишим дијеловима.
У Плавну је просјечна годишња количина падавина 1.447 милиметара, или око 120 милиметара мјесечно (у Книну годишње падне 1148, у Шибенику 855, док на Уништима падне 1.652 милиметара кише). Падавине су у Плавну посебно обилне у јесен и зиму (просјечно падне око 400 m кише). Плавно се простире на површини 62,4 km².
Плавно, у сливу Радљевца и Дошнице има више врела. Геолози тврде да је 30 извора, а плавањска легенда 365, колико и дана у години, вјероватно да би истакла издашност природе у водом углавном сиромашном окружењу; примјера ради на планини Промина код Дрниша је само један стални извор.

## Историја
По налазима из неолита, Плавно спада у неколико познатих налазишта у книнској околини. У жељезно доба, у оквиру «либурнске» културне групе градска насеља налазила су се у каснијим плавањским засеоцима Јовичићи, Ђурићи и Русићи, као и на брду Жабинац.
У римско доба из Плавна (Плавно поље, према неким подацима Торбичка пећина) почињао је акведукт којим се снабдијевао велики војни логор Бурнум (Шупљаја код Ивошеваца), један од главних римским гарнизона у провинцији Далмација.
Хрватско предање везује уз Плавно краљицу Лепу, наводно моћну, средњовјековну личност, а у роману „Краљица Лепа“ Еугена Кумичића, пише да је она имала љетњиковац на узвишењу између каснијих заселака Ђурићи, Шимићи и Перићи. Све до краја 20. вијека ту су били остаци зидина. На темељима викендице краљице Лепе, наводно је турски заповједник сандџаката Клиса, Дурак-бег (Врански), такође подигао љетњиковац, а дуго времена се по неком од његових потомака – Муратовићу, под тим надимком распознавало неколико кућа у оближњем засеоку Перићи.
Остаци предроманичких цркава нађени су у Плавну и сусједном Бендеру. Најимпозантнија старија грађевина која још у Плавну постоји је Турска каца. То је једна од утврда средњовјековног граничног града Туклеч.
Први поузданији подаци о српском насељавању Плавна (тадашње Србе млетачки и други извори називају најприје Рашанима, потом Босанцима, па Морлацима, односно Власима, Мавровласима и Моровласима), забиљежени су 1417. године, у вријеме власти Млетачке републике.
Према извјештају млетачког провидура у Далмацији Антонија Контаринија, између 1413. и 1417. године "прешло је много народа из Босне" (у коју од 1397. године Турци непрестано упадају, да би пола вијека касније, 1463. године она потпуно потпала под Турску), од тога народа је "регрутовано 5.000 добрих војника". У Плавно, као и околна насеља, Срби су се из сусједне Босне пресељавали и за вријеме турске власти у Далмацији (1522–1688). Већи досељенички таласи забиљежени су у Книнској крајини још и 1551. и 1577. године. За вријеме нове млетачлке власти, крајем 17. вијека, усељење је посебно масовно било јуна 1692. године када је у Книнску крајину из Бјелаја у западној Босни дошло 5.000 православних Срба, међу којима и 1.300 способних за оружје. Тада су Срби под вођством "арамбаша" Пирића, Ђурића и Зорића, поред Плавна населили Зрмању, Пађене, Мокро Поље, Отон, Ервеник и Жегар.
У месту је боравио и радио у школи, српски књижевник Доситеј Обрадовић. Ту је 16. марта 1770. године написао посвету за своју књигу "Ижица". Школа је била уз православну цркву посвећену Св. великомученику Георгију.
Устанак у Босни 1875–1878. године, вођен против Турске, посебно један његов "крак" — Црнопоточка буна на тромеђи Книнске крајине односно Далмације, Лике и Западне Босне, довео је у Плавно, као и Стрмицу, Голубић и Полачу више од 15.000 избјеглица из Босне. Хиљаде њих је спашено сигурне смрти или излијечено од заразних и других болести које прате таква дешавања захваљујући Енглескињи Аделини Паули Ирби, као и становницима Плавна и других села Тромеђе.
Деценијама послије црнопоточког устанка у народу се испољавало разочарење што због тог пораза, као и слома устаника у другим крајевима Босне и у Херцеговини, што због тога што није учињен већи корак ка уједињења Срба. Плавањци су ту тежњу испољили у још неколико прилика. Учествовали су као добровољци у Српској војсци у Првом свјетском рату, а када је пролонгирано уједињење дијела Далмације у новостворену државу Срба, Хрвата и Словенаца, а то подручје анектирали Италијани, у Дошници код Плавна је 5. септембра 1919. године дошло до сукоба мјештана и италијанских артиљераца, у којем није било жртава.
Када је 1939. године формирана Бановина Хрватска, плавањски домаћини су били међу првима који су потписали петицију да се њихово село издвоји из те бановине и присаједини Врбаској Бановини са сједиштем у Бањалуци, међутим, до испуњења њихове жеље није дошло.
Плавно се од распада Југославије до августа 1995. године налазило у Републици Српској Крајини. Током хрватске војне акције „Олуја“ августа 1995, у рату у Хрватској, из села је протјерано 80% становника.

## Демографија Плавна
У Шематизму из 1840. године, штампаном на италијанском језику, наводи се да је парохија Плавно имала 1.757 вјерника, а у Шематизму из 1912. године записано је да је било 2.456 православних вјерника.
Године 1991. (посљедњи попис прије операције Олуја) село је имало 1.720 становника, а око 30 становника живјело је на km². 2001. године, у Плавну је било 266 становника. Према попису становништва из 2011. године, насеље Плавно је имало 253 становника.
| Националност       | 1991. | 1981. | 1971. | 1961. |
| Срби               | 1.708 | 1.891 | 2.400 | 2.484 |
| Југословени        | 3     | 27    |       | 1     |
| Хрвати             |       | 1     | 3     | 3     |
| Црногорци          |       | 1     | 2     |       |
| остали и непознато | 9     | 5     | 9     | 31    |
| Укупно             | 1.720 | 1.925 | 2.414 | 2.519 |

| година пописа становништва | 1857. | 1869. | 1880. | 1890. | 1900. | 1910. | 1921. | 1931. | 1948. | 1953. | 1961. | 1971. | 1981. | 1991. | 2001. |
| број становника            | 1731  | 1825  | 1680  | 1984  | 2059  | 2294  | 2059  | 2403  | 2573  | 2719  | 2519  | 2414  | 1925  | 1720  | 266   |
| -------------------------- | ----- | ----- | ----- | ----- | ----- | ----- | ----- | ----- | ----- | ----- | ----- | ----- | ----- | ----- | ----- |

Највећи број Плавањаца сада живи у београдском насељу Батајница и околини, затим у Шапцу, Иригу и у Станишићу код Сомбора.

## Попис 1991.
На попису становништва 1991. године, насељено место Плавно је имало 1.720 становника, следећег националног састава:
| Попис 1991.‍   | Попис 1991.‍  | Попис 1991.‍ | Попис 1991.‍ | Попис 1991.‍ |
| ------------- | ------------ | ----------- | ----------- | ----------- |
|               |              |             |             |             |
| Срби          | Срби         |             | 1.708       | 99,30%      |
| Југословени   | Југословени  |             | 3           | 0,17%       |
| неопредељени  | неопредељени |             | 1           | 0,05%       |
| непознато     | непознато    |             | 8           | 0,46%       |
| укупно: 1.720 |              |             |             |             |

## Презимена
| - Алфиревић — Православци, славе Ђурђевдан - Бјелинић — Православци, славе Св. архангела Михајла - Бојанић — Православци, славе Св. Јована - Бурсаћ — Православци, славе Ђурђевдан - Видовић — Православци, славе Св. Николу - Вујиновић — Православци, славе Ђурђевдан - Вукобрат — Православци, славе Ђурђевдан - Вундук — Православци, славе Ђурђевдан - Грмуша — Православци, славе Св. Јована - Грубор — Православци, славе Ђурђевдан - Двокић — Православци, славе Ђурђевдан - Драгишић — Православци, славе Ђурђевдан - Дубајић — Православци, славе Ђурђевдан - Ђумић — Православци, славе Св. архангела Михајла - Ђурић — Православци, славе Св. Стефана - Зарач — Православци, славе Ђурђевдан - Јанкелић — Православци, славе Ђурђевдан - Јапалак — Православци, славе Св. Николу - Јовичић — Православци, славе Ђурђевдан - Камбер — Православци, славе Ђурђевдан - Кантар — Православци, славе Св. Луку - Карановић — Православци, славе Св. Николу - Ковачевић — Православци, славе Ђурђевдан - Кривошија — Православци, славе Св. Јована | - Кураица — Православци, славе Св. Стефана - Лалић — Православци, славе Ђурђевдан - Маринковић — Православци, славе Ђурђевдан - Новаковић — Православци, славе Св. архангела Михајла - Опачић — Православци, славе Св. Луку - Оруч — Православци, славе Ђурђевдан - Павасовић — Православци, славе Св. Николу - Пајић — Православци, славе Ђурђевдан - Перић — Православци, славе Ђурђевдан - Петровић — Православци, славе Ђурђевдан - Радиновић — Православци, славе Св. Николу - Родић — Православци, славе Св. архангела Михајла - Русић — Православци, славе Св. архангела Михајла - Савић — Православци, славе Ђурђевдан - Синобад — Православци, славе Ђурђевдан - Старчевић — Православци, славе Св. архангела Михајла - Тинтор — Православци, славе Св. Кузму и Дамјана - Торбица — Православци, славе Св. Стефана - Цвијановић — Православци, славе Ђурђевдан - Чупковић — Православци, славе Ђурђевдан - Шакан — Православци, славе Ђурђевдан - Шимић — Православци, славе Св. Николу - Штрбац — Православци, славе Св. Кузму и Дамјана |

## Економија
Плавно је насеље са изразитим карактеристикама брдскопланинског краја, што је и условило да се од свих привредних, посебно пољопривредних грана, највише развијало сточарство, прије свега узгој тзв. ситног зуба (овчарство и козарство) и, углавном, средње интензивна обрада земље.
Пред Други свјетски рат је изграђена је централна основна школа и одручна школа у Радљевцу, завршен је пут преко Дошнице, основана је пољопривредна задруга. У Плавну је, захваљујући природним условима, почело интензивније него у другим селима да се развија пчеларство, а највише заслуга припада тадашњим учитељима и свештеницима.
У Плавну је све до земљотреса седамдесетих година прошлог вијека било више млинова него у било ком другом селу у окружењу (готово сваки заселак је имао свој млин), а број им се тада смањио због тектонских поремећаја; воде су почеле да мијењају токове, а у прехрани је кукурузно брашно замијењено пшеничним. Пшенице у Плавну није било довољно да би запослила расположиве млинарске капацитете, иако је протоком времена све више узгајана.

## Култура
Црква светог Ђурђа у Плавну подигнута је 1618. године, а у њене зидове су уграђене средњовјековне сполије. Иконостас је завршен око 1790. године, када је и црква обновљена. Иконостас је радио, у то вријеме познати, иконописац Вуко Сударевић. Обновљена црква је постала много већа грађевина, са правоугаоним наосом, застртом таваницом и полукружном апсидом на истоку. Дограђен је и велики звоник са пирамидом, а ту је и највећи број сполија.
Поред цркве је приземна „братска кућа“ у којој је Доситеј Обрадовић основао прву школу у Плавну и почеком 1770. написао дјело „Јижица“ или „Друга Доситејева буквица“.

## Знамените личности
- Рајко Лалић, српски пјевач и вођа крајишке групе Српска тромеђа
- Дамјан Штрбац, свештеномученик СПЦ